# Agapetus acuductus
Agapetus acuductus är en nattsländeart som först beskrevs av Harris 1828.  Agapetus acuductus ingår i släktet Agapetus och familjen stenhusnattsländor. Inga underarter finns listade i Catalogue of Life.